# Karoline Jagemann

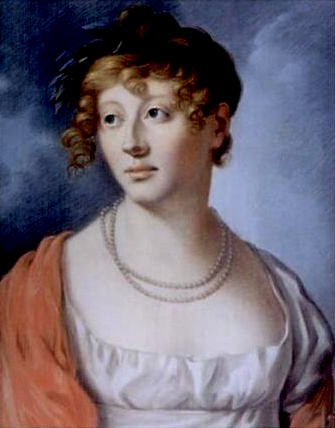
Karoline Jagemann ca Ion. de Jakob Wilhelm Roux, 1803.

Karoline Jagemann von Heygendorff (Henriette Karoline Friedericke Jagemann von Heygendorff; 25 ianuarie 1777, Weimar - 10 iulie 1848, Dresda) a fost o actriță și cântăreță germană. Marile ei roluri includ Elisabeth în Maria Stuart (1800) și Beatrice în Mireasa din Messina (1803). Ea este, de asemenea, notabilă ca amantă a lui Karl August, Mare Duce de Saxa-Weimar-Eisenach căruia i-a născut trei copii.
1. 1 2  Karoline Jagemann, SNAC, accesat în 9 octombrie 2017
2. 1 2  Karoline Jagemann, FemBio-Datenbank[*]
3. 1 2  Karoline Jagemann, Brockhaus Enzyklopädie, accesat în 9 octombrie 2017
4. 1 2  „Karoline Jagemann”, Gemeinsame Normdatei, accesat în 9 aprilie 2014
5. ↑  „Karoline Jagemann”, Gemeinsame Normdatei, accesat în 10 decembrie 2014
6. ↑  „Karoline Jagemann”, Gemeinsame Normdatei, accesat în 30 decembrie 2014
7. ↑  Autoritatea BnF, accesat în 10 octombrie 2015